# 토메 피르스
토메 피르스(포르투갈어: Tomé Pires,  1465?-1524 혹은 1540)은 리스본(Lisbon) 출신의 포르투갈 약재상이다. 1511년, 포르투갈인들이 유럽인으로서는 최초로 동남아에 도착하였고, 이윽고 말라카 점령(Capture of Malacca) 사건이 발생하였다. 피르스는 1512년에서 1515년 사이 말라카(Malacca)에 있었다. 인도와 동인도(East Indies)에서 고생한 후, 14세기 이래로 유럽 국가에서 중국으로 파견한 첫 공식 사절단의 수장을 맡았다. 포르투갈인들은 정덕제(正德帝)와 잠시 조우하였다. 중국에서 사망하였다.
피르스는 주앙 2세(João II)의 아들이자 불운하게 생을 마감한 아폰수 왕자(Afonso, Prince of Portugal)의 약재상이었다. 1511년 피르스는 인도로 갔다. 피르스는 약재 중개상의 임무를 받았다. 여기서 말하는 약재는 일반적으로 "향료무역(spice trade)"라고 불렸던 것의 중요한 요소였던 동인도 상품(the Eastern commodities)이었다. 말라카(Malacca)와 코친(Cochin)에서 그는 말레이-인도네시아 지역에 관한 정보를 수집하여 문서로 작성하였고, 개인적으로는 자바(Java), 수마트라(Sumatra), 말루쿠 제도(Maluku Islands)를 방문하였다.

## 동방지
말레이반도와 인도네시아 일대를 여행한 후, 피르스는 아시아 무역의 역사적 서적인 『동방지(東方志)』를 저술하였다. 책의 원제는 "홍해에서 중국인까지 다룬 동방 개설서(Suma Oriental que trata do Mar Roxo até aos Chins)"이다. 1512년에서 1515년에 걸쳐 피르스는 말라카와 인도에서 이 책을 저술하였고, 아폰수 드 알부케르크(Afonso de Albuquerque)가 사망한 1515년 12월 전에 저술을 마쳤다.
책은 말레이 제도(Malay Archipelago)에 대한 첫 유럽인의 저술이자, 포르투갈령 동인도(Portuguese East)에 대한 가장 오래되고 광범위한 저술이다. 역사, 지리, 종족, 식물, 경제, 상업은 물론 동전, 무게 단위, 부피 단위 등 광범위한 정보를 집대성한 것이다. 피르스는 자신이 만났던 상인이나 항해사 등으로부터 수집한 정보의 정확도를 조사하는데 만전을 기하였다. 이는 피르스가 복잡한 산문 형식으로 서술하였음에도 당대 여느 포르투갈 문인들보다도 뛰어난 상당히 까다로운 안목을 가진 사람이라는 것을 보여준다. 책은 마누엘 1세(Manuel I)에게 보내는 보고로서 국왕에게 진언한 것으로, 리스본을 떠나기 전에 받은 임무를 수행하는 것으로 보인다. 이 책은 당시 인도의 지리와 교역 연구를 위한 1차 사료로서는 가장 충실한 것이며, 당시 인도네시아 이슬람 연구에 있어서도 중요한 사료이다.(인도네시아 이슬람의 확장(The spread of Islam in Indonesia (1200 to 1600)) 디테일에 있어서 부정확한 내용이 완전히 없다고 볼 수는 없지만, 확실한 것은 당시 상황을 증명하는 것들과 분명히 일치하며, 지역에 대하여 근본적으로 오류가 있는 언급은 하지 않았다는 것이다. 사료로서 이에 버금가는 당대 자료로는. 그보다 더 대중적으로 잘 알려진 두아르테 바르보사(Duarte Barbosa)의 책과 가르시아 데 오르타(Garcia de Orta)의 책 뿐이다.
동방지는 출간되지 않았으며 1944년까지 문서고에서 분실된 것으로 처리되었다. 또한 동방지는 반다제도(Banda Islands)의 향료제도(Spice Islands) 즉 말루쿠제도(Maluku Islands)에 관한 최초의 기술이기도 하다. 이 섬은 처음에는 유럽인들을 인도네시아로 밀어내었다. 디테일에 있어서도 "1세기 혹은 2세기 동안은 여러 면에서 다른 책이 이를 추월하지 못하였다"고 현대의 편집자 아르만두 코르테상(Armando Cortesão)이 주장하였다. 파리(Paris)에 오랫동안 분실된 사본이라 하면 동방지를 의미한다. 피르스가 작성한 네 통의 서신은 남아 있으며, 동시기 문헌들을 통해 피르스의 글을 참조한 것들만이 있다. 여기에는 1513년 11월 30일 알부케르크가 국왕에게 작성한 서신 한 통도 포함되어 있다.
피르스는 자신이 방문한 실론(Ceylon)의 [[타밀](Tamil)인의 도시들을 수기에 언급하면서, 칼리(Kali, 오늘날의 Galle), 니굼보(Nigumbo, 오늘날의 Negombo). 셀라방(Celabão, 오늘날의 Chilaw), 그리고 테나바라이(Tenavaram temple 혹은 Tenavarai) 사원 단지의 고향인 테나바르크(Tenavarque, 오늘날의 Tenavaram)도 언급하였다..

## 1516년 중국 사절단
1516년, 토메 피르스는 마누엘1세가 명의 정덕제(正德帝)에게 보낸 사절단을 지휘하여, 페르낭 피르스 드 안드라드(Fernão Pires de Andrade)의 선단을 이용하여 광동성(廣東省) 광주(廣州, Canton)으로 향했다. 1517년, 피르스와 임시 말라카 사신이자 통역관 화자아삼(火者亞三)이 광주 근해에 도착하여, 중국 명조에 관계 결성을 요구하였다. 1518년, 이들은 광주에 상륙할 수 있었고, 이윽고 남경(南京)에 갔다. 이들은 총신 강빈(江彬)에게 뇌물을 주고 남순(南巡)중이었던 정덕제를 만났다. 이후 정덕제를 따라 북경까지 갈 수 있었다. 그러나 피르스는 황제를 접견하지 못하였다. 여러 가지 이유가 있지만, 중국인들이 이들 이방인에 대하여 의심을 품고 있었기 때문이다. 1511년 포르투갈인들의 말라카 정복으로 인한 말라카 술탄 마흐무드 샤(Mahmud Shah)가 쫓겨났다는 이야기 등 폭력적이고 야만적인 포르투갈인에 대한 소문 때문이었다. 또한 1521년 정덕제가 북경에 도착하자마자 물놀이 도중 물에 빠지면서 폐렴으로 급사한 것도 있었다. 광주만(廣州灣)에 있던 포르투갈인들의 약탈로 명군과 포르투갈인 사이에 포격전이 발생하였고(둔문해전屯門海戰), 이 일로 피르스는 신임 황제 가정제(嘉靖帝)의 지시에 의해 광주 감옥에 하옥되었으며, 일부는 살해되었다. 이로써 30년 동안 명의 포르투갈인들에 대한 박해가 시작되었다. 가정3년(1524) 5월 피르스는 광주 감옥에서 병사하였다. 일부에서는 피르스가 중국을 떠날 수 있는 허가가 없어 강소(江蘇)에서 1540년까지 생존했다고 주장한다.
1342년에서 1345년까지 교황에 의해 북경에 파견된 지오반니 데 마리뇰리(Giovanni de' Marignolli) 이후, 피르스 사절단은 유럽국가에서는 최초로 파견된 공식 사절단이었다.

## 같이 보기
- 페르낭 피르스 드 안드라드(Fernão Pires de Andrade)
- 조르즈 알바르스(Jorge Álvares)
- 인도네시아의 역사(History of Indonesia)
- 화자아삼

## 참고 문헌

### 인용
1. ↑  Madureira, 150–151.
2. ↑  (Pires 1990:xi)
3. ↑  This is inferred from the tenor of his references to Albuquerque (Pires 1990:lxiii).
4. ↑  "His style is far from clear," his modern editor has noted (Pires 1990:lxxiii) "and no doubt it often becomes more confused, owing to the transcriber's mistakes."
5. ↑  Armando Cortesão, introduction to Pires 1990:lxxiii
6. ↑  바르보사의 책은 스페인어와 이탈리아어로 번역되었고, 16세기에 몇 차례 출판되었다.
7. ↑  저자명 없는 발췌본으로 지오반니 바티스타 라무시오(Giovanni Battista Ramusio)가 출간한 적은 있다.
8. ↑  Muller, Karl (1997).  Pickell, David, 편집. 《Maluku: Indonesian Spice Islands》. Singapore: Periplus Editions. 86쪽. ISBN 962-593-176-7.
9. ↑  Armando Cortesão, introduction to Pires 1990:xix.
10. ↑  Detailed information on this embassy in Tomé Pires, Armando Cortesão, Francisco Rodrigues, The Suma Oriental of Tome Pires: The Suma oriental of Tome Pires, books 1-5, Introduction p.27 - 32, Armando Cortesão, Publisher Asian Educational Services, 1990, ISBN 81-206-0535-7

### 문헌
- Luis Madureira. "Tropical Sex Fantasies and the Ambassador's Other Death: The Difference in Portuguese Colonialism," Cultural Critique (Number 28; Fall of 1994): 149–173.
- Muller, Karl, and David Pickell (eds) (1997). Maluku: Indonesian Spice Islands. (Singapore: Periplus Editions), p. 86.
- (Pires 1990) Armando Cortesão, The 'Suma Oriental' of Tomé Pires: An Account of the East, from the Red Sea to China, 2 vols., (1944) 1990. (A 2005 reprint of this book on Google Books)
- Ricklefs, M.C. (1991). 《A History of Modern Indonesia since c. 1300》 2판. London: MacMillan. ISBN 0-333-57689-6.
- Albuquerque, L. “Tomé Pires”, in Dictionary of Scientific Biography. 1974. Vol. 10, p. 616.
- Cortesão, A. A propósito do ilustre boticário quinhentista Tomé Pires., Revista Portuguesa de Farmácia,  13,3 (1963), p. 298-307.

## 추가 문헌
- Cortesão, A. A Suma Oriental de Tomé Pires e o Livro de Francisco Rodrigues. Coimbra, 1978.
- Cortesão, A. Primeira embaixada europeia à China. o boticário e embaixador Tomé Pires. Lisboa, 1945.
- Dias, J. Lopes. Medicinas da 'Suma Oriental' de Tomé Pires. Porto, 1947. Sep. ``Jornal do Médico, vol. 9, n.º 208, pp. 76-83.
- Dias, J. P. Sousa. A Farmácia em Portugal. Uma introdução à sua história. 1338-1938. Lisboa: ANF, 1994.
- Loureiro, Rui M. O manuscrito de Lisboa da "Suma Oriental" de Tomé Pires (Contribuição para uma edição crítica). Macau: Instituto Português do Oriente, 1996.
- Donald Ferguson, 편집. (1902). 《Title Letters from Portuguese captives in Canton, written in 1534 & 1536: with an introduction on Portuguese intercourse with China in the first half of the sixteenth century》. Educ. Steam Press, Byculla. - letters from the survivors of the Pires' embassy, imprisoned in Canton. According to Cortesão's later research, the letters were actually written in 1524.